# Église Notre-Dame de Beauvoir de Sainte-Tulle
L'église Notre-Dame de Beauvoir, est une église de style roman, placée sous le vocable de saint Blaise située sur la commune de Sainte-Tulle dans le département des Alpes-de-Haute-Provence en France.

## Histoire
L’église est citée dès 1119 dans une bulle du pape Gélase II, elle appartenait alors à l’abbaye de Saint-André de Villeneuve-lès-Avignon. Lors des guerres de Religion, la nef s’effondre en 1585. Elle est reconstruite dès 1587 en pierre de Mane, sur le modèle de l’église des Carmes à Manosque. Cette église est placée sous le vocable de saint Blaise. Dans la nef, parmi les neuf tableaux et quatre statues, trois éléments retiennent l’attention : le buste reliquaire de sainte Tulle en bois peint doré daté du XVIIIe siècle, un reste de litre funéraire avec les armes de la famille seigneuriale de l’époque des Valbelle, et deux toiles de Maria Fidèle Patritti (1811-1867) .

## Architecture
Placé au-dessus de la porte d’entrée, un grand clocher-arcade supporte trois cloches dont une des cloches est datée de 1603 et classée monument historique au titre d'objet depuis le 20 juin 1990. Sa nef de quatre travées voûtées d'arêtes, débouche dans une abside semi-circulaire, placée sous un arc ogival. Elle a des parties du XVIe siècle et du XVIIIe siècle. L'église est de style roman. 